# Cosas que dejé en La Habana
Pour plus de détails, voir Fiche technique et Distribution.
Cosas que dejé en La Habana est un film espagnol réalisé par Manuel Gutiérrez Aragón, sorti en 1997.

## Synopsis
Trois sœurs cubaines - Nena, Ludmila et Rosa - déménagent à Madrid chère leur tante, María.

## Fiche technique
- Titre : Cosas que dejé en La Habana
- Réalisation : Manuel Gutiérrez Aragón
- Scénario : Manuel Gutiérrez Aragón et Senel Paz
- Musique : José María Vitier
- Photographie : Teo Escamilla
- Montage : José Salcedo
- Production : Gerardo Herrero
- Société de production : Canal+ España, Sociedad General de Televisión, Sogepaq, Televisión Española et Tornasol Films
- Pays :  Espagne
- Genre : Comédie dramatique et romance
- Durée : 110 minutes
- Dates de sortie : 
  -  Espagne : octobre 1997 (Festival international du film de Valladolid), 16 janvier 1998

## Distribution
- Jorge Perugorría : Igor
- Violeta Rodríguez : Nena
- Kiti Mánver : Azucena
- Broselianda Hernández : Ludmila
- Isabel Santos : Rosa
- Daisy Granados : María
- Charo Soriano : Lola
- Pepón Nieto : Javier
- Luis Alberto García : Bárbaro
- Francisco Merino : Adolfo
- María Isabel Díaz Lago : Nati
- Alejandro Jiménez : Miguel
- Aylen Álvarez : Mixileidy
- Linda Marabal : Pilar

## Distinctions
Le film a été nommé au Prix Goya du meilleur espoir féminin pour Violeta Rodríguez.